# Caraballeda
Caraballeda – miasto w Wenezueli w stanie Vargas, położone nad Karaibskim. W 2011 roku liczyło 48 662 mieszkańców.

## Historia
Miasto zostało założone 27 stycznia 1568 roku. Obecnie miasto jest znanym nadmorskim ośrodkiem turystycznym w Wenezueli. Tragiczne w skutkach dla miasta okazały się silne opady deszczu, które 12 grudnia 1999 roku spowodowały powódź, lawiny błota i osunięcia ziemi.